# George Fouché

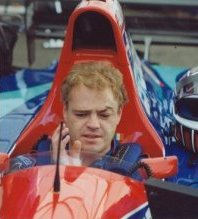
George Fouché im Formel-1-Jordan 193; bei einer Testfahrt in Silverstone 1993

George Robert Fouché (* 15. Mai 1965 in Pretoria; † 5. Mai 2023 ebenda) war ein südafrikanischer Automobilrennfahrer.

## Karriere im Motorsport

### Jugend und frühe Jahre
George Fouché wuchs als Sohn eines Ziegeleibesitzers in Südafrika auf. Schon im Alter von sechs Jahren fuhr er die Bagger seines Vaters. Im achten Lebensjahr zog er sich eine Kopfwunde zu, als er einem Mitarbeiter seines Vaters das Fahren mit einem Traktor beibrachte. Dabei überschlug sich das Fahrzeug und nur durch großes Glück kam er fast unversehrt davon. Geblieben ist eine Narbe an der linken Augenbraue. Mit acht Jahren begann er auch Kartrennen zu fahren und bekam mit 16 Jahren – noch vor dem Führerschein, um auf öffentlichen Straßen fahren zu können – seine erste Rennlizenz.
Als er im Dezember 1983 beim 1000-km-Rennen von Kyalami sein Debüt als Rennfahrer gab, hatte er nicht nur keine Erfahrung bei Rundstreckenrennen, sondern war mit 17 Jahren und sieben Monaten auch einer der jüngsten Rennfahrer der Motorsportgeschichte, der an einem Motorsport-Weltmeisterschaftslauf teilnahm. Im Rennen wurde der Kremer-Racing-Porsche 956, dessen Cockpit er sich mit Franz Konrad und Kees Kroesemeijer teilte, nach 196 gefahrenen Runden wegen eines Fehlers beim Boxenstopp disqualifiziert.

### Erfolge im Sportwagen
Die Verbindung mit Kremer Racing, die 1983 entstand, war dauerhaft und für beide Seiten erfolgreich. Für die deutsche Rennmannschaft ging er viele Jahre lang in der Sportwagen-Weltmeisterschaft an den Start. Ein zweites jahrelanges Vertragsverhältnis hatte er mit dem japanischen Trust Racing Team und fuhr für diesen Rennstall in der All-Japan-Langstrecken-Meisterschaft.
Fouché war in den 1980er- und 1990er-Jahren einer der besten Sportwagenpiloten. Bemerkenswert war, dass er zwar fast zwei Dutzend Mal unter den besten sechs der Gesamtwertung ins Ziel kam, dabei aber nur drei Rennsiege feierte. Bei 86 Rennstarts kam er 14-mal aufs Podium der ersten drei. Seinen ersten Rennsieg feierte er 1986 gemeinsam mit Vern Schuppan und Keiichi Suzuki beim 500-Meilen-Rennen von Fuji. 1989 siegte er bei den Interserie-Rennen am Hungaroring und in Most.
1989 verlor er den möglichen Gesamtsieg bei einem Rennen der japanischen Sportwagenmeisterschaft, dem 1000-km-Rennen von Fuji, als er im Rennen stehen blieb, um den in dessen brennendem Porsche 962C eingeklemmten Oscar Larrauri zu befreien. Er beendete die Veranstaltung in derselben Runde wie die Sieger Vern Schuppen, Eje Elgh und Keiji Matsumoto gemeinsam mit Steven Andskär als Zweiter. 13-mal war er beim 24-Stunden-Rennen von Le Mans am Start, wo er 1984 debütiert hatte. Seine besten Platzierungen bei diesem Langstreckenrennen waren die vierten Gesamtränge 1986, 1987 und 1994.
Fouché, der 1993 auch einen Formel-1-Test für Jordan Grand Prix absolvierte, trat Ende 1999 vom Rennsport zurück.

### Unfälle und Krankheit
1987 war Fouché für den South-African-Airways-Flug 295 von Taipeh nach Johannesburg gebucht, versäumte ihn aber, weil sein Flug aus Tokio ausfiel. Die Boeing 747-244B Combi stürzte nach einem Brand im Frachtraum bei Mauritius ins Meer, alle Insassen kamen ums Leben. 1992 hatte er beim Training zum 1000-km-Rennen von Fuji einen schweren Unfall, als ein Reifen an seinem Toyota 92C-V platzte; der Wagen überschlug sich mehrmals und er brach sich beide Beine. Mehrere Monate konnte er sich nur mit Krücken fortbewegen.
2007 hatte Fouché nach einer Fehldiagnose einen Blinddarmdurchbruch, verbrachte 63 Tage auf einer Intensivstation, konnte aber wieder vollständig genesen. Er starb im Mai 2023.

## Statistik

### Le-Mans-Ergebnisse
| Jahr | Team                     | Fahrzeug         | Teamkollege         | Teamkollege       | Platzierung            | Ausfallgrund    |
| ---- | ------------------------ | ---------------- | ------------------- | ----------------- | ---------------------- | --------------- |
| 1984 | Obermaier Racing         | Porsche 956      | Jürgen Lässig       | John Graham       | Ausfall                | Unfall          |
| 1985 | Porsche Kremer Racing    | Porsche 956B     | Sarel van der Merwe | Mario Hytten      | Rang 5                 |                 |
| 1986 | John Fitzpatrick Racing  | Porsche 956B     | Fermín Vélez        | Emilio de Villota | Rang 4                 |                 |
| 1987 | Porsche Kremer Racing    | Porsche 962C     | Franz Konrad        | Wayne Taylor      | Rang 4                 |                 |
| 1988 | Porsche Kremer Racing    | Porsche 962C     | Kris Nissen         | Harald Grohs      | Rang 8                 |                 |
| 1989 | Porsche Kremer Racing    | Porsche 962CK6   | Hideki Okada        | Masanori Sekiya   | Ausfall                | Motorschaden    |
| 1990 | Trust Racing Team        | Porsche 962C     | Steven Andskär      | Shunji Kasuya     | Rang 13                |                 |
| 1991 | Courage Compétition      | Porsche 962C     | Steven Andskär      |                   | Ausfall                | Getriebeschaden |
| 1992 | Greedy Trust Racing Team | Toyota 92C-V     | Steven Andskär      | Stefan Johansson  | Rang 5 und Klassensieg |                 |
| 1993 | Nisso Trust Racing Team  | Toyota 93C-V     | Steven Andskär      | Eje Elgh          | Rang 6                 |                 |
| 1994 | Nisso Trust Racing Team  | Toyota 94C-V     | Steven Andskär      | Bob Wollek        | Rang 4                 |                 |
| 1996 | Kremer Racing            | Kremer K8 Spyder | Stanley Dickens     | Steve Fossett     | Ausfall                | Unfall          |
| 1997 | Newcastle United Lister  | Lister Storm GTL | Tiff Needell        | Geoff Lees        | Ausfall                | Unfall          |

### Einzelergebnisse in der Sportwagen-Weltmeisterschaft
| Saison | Team                            | Rennwagen               | 1   | 2   | 3   | 4   | 5   | 6   | 7   | 8   | 9   | 10  | 11  |
| ------ | ------------------------------- | ----------------------- | --- | --- | --- | --- | --- | --- | --- | --- | --- | --- | --- |
| 1983   | Kremer Racing                   | Porsche CK5             | MON | SIL | NÜR | LEM | SPA | FUJ | KYA |     |     |     |     |
| 1983   | Kremer Racing                   | Porsche CK5             |     |     |     | DNF |     |     |     |     |     |     |     |
| 1984   | Obermaier Racing Kremer Racing  | Porsche 956 Porsche CK5 | MON | SIL | LEM | NÜR | BRH | MOS | SPA | IMO | FUJ | KYA | SAN |
| 1984   | Obermaier Racing Kremer Racing  | Porsche 956 Porsche CK5 | DNF | DNF | DNF | 15  | 4   | DNF |     | 4   |     | 4   |     |
| 1986   | Fitzpatrick Racing Trust Racing | Porsche 956             | MON | SIL | LEM | NÜN | BRH | JER | NÜR | SPA | FUJ |     |     |
| 1986   | Fitzpatrick Racing Trust Racing | Porsche 956             |     |     | 4   |     |     |     |     |     | 6   |     |     |
| 1987   | Kremer Racing                   | Porsche 962             | JAR | JER | MON | SIL | LEM | NÜN | BRH | NÜR | SPA | FUJ |     |
| 1987   | Kremer Racing                   | Porsche 962             |     |     |     |     | 4   |     |     |     |     | 12  |     |
| 1988   | Kremer Racing Trust Racing      | Porsche 962             | JER | JAR | MON | SIL | LEM | BRÜ | BRH | NÜR | SPA | FUJ | SAN |
| 1988   | Kremer Racing Trust Racing      | Porsche 962             |     |     |     |     | 8   |     |     |     |     | 10  |     |
| 1989   | Lloyd Racing Kremer Racing      | Porsche 962             | SUZ | DIJ | JAR | BRH | NÜR | DON | SPA | MEX |     |     |     |
| 1989   | Lloyd Racing Kremer Racing      | Porsche 962             | 13  | 18  | 7   |     | 3   | 12  | 10  |     |     |     |     |
| 1990   | Brun Motorsport                 | Porsche 962             | SUZ | MON | SIL | SPA | DIJ | NÜR | DON | MOT | MEX |     |     |
| 1990   | Brun Motorsport                 | Porsche 962             | 7   |     |     |     |     |     |     |     |     |     |     |
| 1991   | Courage Compétition             | Porsche 962             | SUZ | MON | SIL | LEM | NÜR | MAG | MEX | AUT |     |     |     |
| 1991   | Courage Compétition             | Porsche 962             | 5   |     |     | DNF |     |     |     | 8   |     |     |     |
| 1992   | Greedy Racing                   | Toyota 92C-V            | MON | SIL | LEM | DON | SUZ | MAG |     |     |     |     |     |
| 1992   | Greedy Racing                   | Toyota 92C-V            | 5   |     |     |     |     |     |     |     |     |     |     |